# Dum Spiro Spero
Dum Spiro Spero ("Enquanto respiro terei esperanças" em latim) é o oitavo álbum da banda japonesa Dir en grey, lançado em 3 de agosto de 2011. Foi lançado em uma edição simples, um digipak edição de luxo com duas faixas bônus ("Rasetsukoku" e "Amon (versão sinfônica)") e uma edição limitada com a edição de luxo, um DVD e dois LPs.
A faixa-bônus "Rasetsukoku" é uma regravação de uma canção de mesmo nome do álbum Macabre, de 2000. Os três singles do álbum ("Hageshisa to, Kono Mune no Naka de Karamitsuita Shakunetsu no Yami", "Lotus" e "Different Sense") foram todas remsterizadas. O segundo disco marca a segunda vez que o grupo lança versões remixadas de suas próprias músicas desde o single "Embryo".
A capa do álbum foi feita por Koji Yoda, há tempos com a banda. O cenário com bambus significa muito para a banda. De acordo com o guitarrista Die, “o bambu transmite a ideia de sacralidade e serenidade [...]. Em última análise, significa manter a fé e a esperança viva mesmo que você esteja na pior: Enquanto respiro, eu espero.
| Críticas profissionais                                                      | Críticas profissionais |
| Avaliações da crítica                                                       | Avaliações da crítica  |
| Fonte                                                                       | Avaliação              |
| --------------------------------------------------------------------------- | ---------------------- |
| Allmusic                                                                    | [ 3 ]                  |
| Revolver                                                                    | [ 4 ]                  |
| Rock Sound                                                                  | [ 5 ]                  |
| Esta tabela precisa de ser acompanhada por texto em prosa. Consulte o guia. |                        |

## Faixas
Todas as letras escritas por Kyo, todas as músicas compostas por Dir en grey.
| N.º | Título | Duração |  |
| 1.  | "Kyoukotsu no Nari (狂骨の鳴り)" (O Grito do Osso Lunático) | 1:58    |  |
| 2.  | "The Blossoming Beelzebub" (O Belzebu Florescente) | 7:35    |  |
| 3.  | "Different Sense" | 5:03    |  |
| 4.  | "Amon" | 4:03    |  |
| 5.  | "“Yokusou ni Dreambox" Aruiwa Seijuku no Rinen to Tsumetai Ame 「欲巣にDREAMBOX」あるいは成熟の理念と冷たい雨" (Em um Ninho na Caixa dos Sonhos ou Chuva Fria e a Filosofia dos Maduros) | 4:49    |  |
| 6.  | "Juuyoku (獣慾)" (Luxúria de Animal) | 3:28    |  |
| 7.  | "Shitataru Mourou (滴る朦朧)" (Ambiguidade gotejante) | 4:02    |  |
| 8.  | "Lotus" (Lótus) | 4:03    |  |
| 9.  | "Diabolos" | 9:01    |  |
| 10. | "Akatsuki (暁)" (Amanhecer) | 3:33    |  |
| 11. | "Decayed Crow" (Corvo Deteriorado) | 3:48    |  |
| 12. | "Hageshisa to, Kono Mune no Naka de Karamitsuita Shakunetsu no Yami (激しさと、この胸の中で絡み付いた灼熱の闇)" (A Violência e a Escuridão do Calor Ardente Entrelaça o Meu coração)     | 4:03    |  |
| 13. | "Vanitas" (Vazio) | 5:27    |  |
| 14. | "Ruten no Tou (流転の塔)" (Torre de Vicissitudes) | 4:27    |  |

### Disco dois
| N.º | Título | Duração |  |
| 1.  | "Rasetsukoku (羅刹国)" | 4:41    |  |
| 2.  | "Amon (versão sinfônica)" | 5:02    |  |
| 3.  | "Ruten no Tou (versão acústica) (流転の塔 (Unplugged Ver.))"                                                                                             | 4:56    |  |
| 4.  | "Diabolos (demo de 2010, versão curta)" | 5:01    |  |
| 5.  | "Akatsuki (demo de 2010) (暁 (Demo2010))" | 3:29    |  |
| 6.  | "The Blossoming Beelzebub (Remix) (remixada por Kaoru)"                                                                                                  | 6:24    |  |
| 7.  | """Yokusou ni Dreambox" Aruiwa Seijuku no Rinen to Tsumetai Ame (Remix) (「欲巣にDREAMBOX」あるいは成熟した理念と冷たい雨 (Remix), remixada por Toshiya" | 5:19    |  |
| 8.  | "Shitataru Mourou (Remix) (滴る朦朧 (Remix), remixada por Shinya)"                                                                                       | 3:47    |  |
| 9.  | "Akatsuki (Remix) (暁 (Remix), remixada por Die)" | 4:23    |  |
| 10. | "Decayed Crow (Remix) (Remixada por Kyo)" | 3:40    |  |

### DVD da edição de luxo japonesa
| N.º | Título | Duração |  |
| 1.  | "Recording & Interview" (Gravação e Entrevista) |         |  |
| 2.  | "Hageshisa to, Kono Mune no Naka de Karamitsuita Shakunetsu no Yami (激しさと、この胸の中で絡み付いた灼熱の闇) (Cenas da turnê 2011, exclusiva do fã-clube A Knot – the Decomposition of the Moon)" |         |  |
| 3.  | "Lotus (Cenas da turnê 2011, exclusiva do fã-clube A Knot – the Decomposition of the Moon)" |         |  |
| 4.  | "Different Sense (Cenas da turnê 2011, exclusiva do fã-clube A Knot – the Decomposition of the Moon)"                                                                                               |         |  |
| 5.  | "Juuyoku" (獣慾) (Cenas da turnê 2011, exclusiva do fã-clube A Knot – the Decomposition of the Moon no Kyoto Fanj em 26 de maio de 2011)"                                                           |         |  |
| 6.  | "Vanitas (imagens do estúdio)" |         |  |
| 7.  | "Zan(残) (vídeo)" (Restos) |         |  |

## Lançamento
| Região | Data                | Label                                        | Gravadora                                                  | Catálogo     |
| ------ | ------------------- | -------------------------------------------- | ---------------------------------------------------------- | ------------ |
| Japão  | 3 de agosto de 2011 | Firewall Div./Sony Music Entertainment Japan | Álbum com 2 CDs e um DVD bônus, caixa com 2-LPs (Limitado) | SFCD-0092-96 |
| Japão  | 3 de agosto de 2011 | Firewall Div./Sony Music Entertainment Japan | CD                                                         | SFCD-0097    |
| Europa | 5 de agosto de 2011 | Okami Records                                | CD                                                         | B0057GW5WS   |
| Europa | 5 de agosto de 2011 | Okami Records                                | CD (Limitado)                                              | B0058TRG3M   |
| Europa | 5 de agosto de 2011 | Okami Records                                | LP de 12"                                                  | B0058TRFOC   |

## Posição nas paradas
| País                               | Fornecedor      | Melhor posição | Vendas/ transferências |
| ---------------------------------- | --------------- | -------------- | ---------------------- |
| Japan Weekly Albums                | Oricon          | 4              | 37,586                 |
| Billboard Japan Top Albums         | Billboard Japan | 6              |                        |
| United States Billboard 200        | Billboard       | 135            | 3,900                  |
| United States Top Heatseekers      | Billboard       | 2              | 3,900                  |
| United States Top Independent      | Billboard       | 22             | 3,900                  |
| United States Top Rock Albums      | Billboard       | 39             | 3,900                  |
| United States Top Hard Rock Albums | Billboard       | 9              | 3,900                  |